# 생민동천
생민동천(生民洞川)은 필동천으로 흘러드는 하천으로, 현재는 복개되었다. 한경지략에는 생민동천수(生民洞川水)로 되어 있고, 준천사실과 동국여지비고에는 누락되어 있다.

## 과거의 다리
조선 시대의 생민동천의 다리 목록이다.
- 본방교(本房橋) : 입정동 294번지에 있었으며, 허균의 성소부부고에 이름이 적혀 있다.